# 英國國際會計師公會
AIA国际会计师公会总部设于英国，是世界领先的国际会计认证团体，在许多国家设有分会，其会员遍布全球。AIA于1994年获得英国审计资格(RQB),这是国际会计认证团体所能获得的最高殊荣和认证，意味着一证双师的会员资格彰显出 AIA 证书更高的含金量，AIA 有近30万执业会员，分布于全球140多个国家，AIA 会员资格已得到包括中国内地、爱尔兰、欧洲、中国香港、臺灣、马来西亚、新加坡、加拿大、加勒比海、美洲、非洲等许多地区和国家的认可。同时，AIA 还是世界最大的经济体－－欧盟特约的审计组织。拥有 AIA 证书即拥有了国际会计师高级专业人才的身份证。
AIA是五大国际会计认证机构之一 ,AIA 的执业资格受法律许可在欧盟各国、加勒比海沿岸多国、非洲多国以及中国香港等地可依法从事执业会计、审计工作。除此之外，还可在加拿大、澳大利亚等国附加条件地取得注册会计师资格。 AIA 证对您的分析能力、计划能力、管理能力、决策能力和解决问题能力的一项国际认证。

## 歷史
英国国际会计师公会（ The Association of International Accountants ）简称 AIA ，成立于 1928 年，总部设在英国，是世界领先的国际会计认证团体，在许多国家设有分会，其会员遍布全球。 AIA 于 1994 年获得英国审计资格 (RQB), 这是国际会计认证团体团体所能获得的最高殊荣和认可。
AIA是英國1989年頒布的公司法規定的職業審計師合法認可機構，採用國際會計師聯合會IFAC的職業會計道德規範和準則。(國際財務報告準則 IFRS)

## AIA在臺灣
- 依目前考選部會計考試規則第六條第三款規定:領有外國會計師證書，經考選部認可者，得申請四科免試
- 國內12所大學課程抵免簽約合作[2]
- 海外學位課程銜接[3]

## 會籍分類
畢業生會員（Graduate Member）：通過申請，減免或完成16門課程，通過考試，取得AIA資格證書，屬於國際會計師公會畢業生會員 。 
聯席會員（Affiliate Membership）：簡稱AMIA。有5年以上從事財會、金融的工作經驗、有意成為專業財會機構成員的學員。聯席會員可被授予AMIA（聯席會員）稱號，但並非是國際會計師公會的全權會員。聯席會員亦無資格獲得AIA執業證書，也無權簽署財務報告。 
全權會員（Associate Member）：簡稱AAIA。完成16門課程，通過減免及考試取得AIA資格證書，擁有2~3年工作經驗的畢業生會員，可申請成為AAIA全權會員。AAIA擁有審計報告簽字權，可擔任會計師、審計師及CFO等職位。 
資深全權會員（Fellow Member）：簡稱FAIA。完成16門課程，取得AIA資格證書，有5年以上從事財會、金融的工作經驗，可申請成為AIA資深全權會員，FAIA可以擁有審計報告的簽字權，成為會計師、審計師及CFO等職位。 
學術會員（Academic Membership）：此類會員僅授予通過國際會計師公會研修課程並取得相關資格認證的企業高級管理人員，或者大學及學院當中從事學術研究工作、職稱為講師以上的老師。學術會員可被授予全權資深會員FAIA（Acad）稱號。 
直屬會員（Direct Membership）： 該名號頒授給處於國際會計師聯合會（IFAC）監管並具備其完全會員資格的專業機構中的成員(例如四大會計師事務所已有會計師執照的專業人員)，獲得該稱號的會員可勝任此類相關專業領域職位的工作。

## 階段性證書
第一階段:AIA財會資格證書(Certificate in Accounting)
第二階段:AIA財會高級證書(Advanced Diploma in Accounting)
第三階段:AIA專業證書(Professional Examinations)

## 國際聯結
歐盟:28個成員國家中，AIA專業資格證書是法定承認可從事法定公司財報及審計職務的資格認證，擁有財報及審計簽字權。
英國:AIA專業資格證書受英國公司法承認，AIA會員是具有專業審計資格的會計師，可進入受法律許可的審計、稅務、破產執行及投資顧問等領域工作。移民英國可獲得加分15 % ~20%
新加坡:AIA專業資格被新加坡政府承認，可以從事新加坡公司董事局秘書職務，以及同等地位的相關職務。
印度: 2015年12月，AIA專業資格被印度最大會計師公會(印度特許會計師協會)，視為法令下承認的專業會計師團體，並簽下互相承認財會工作經歷，及進修時數的協議 。
英聯邦:2016年AIA國際會計師公會獲得「英聯邦認證」殊榮，可以為AIA的全球會員提供許多額外的支持，以及更多發展的機會。做為一個被認證的組織，AIA將和英聯邦共同合作相關的專案，分享財經、金融及教育的相關知識。

## 外部連結
- 英國國際會計師公會英文版官方網址 （页面存档备份，存于）

- 英國國際會計師公會中文版官方網址 （页面存档备份，存于）

- 英國國際會計師公會官方網址 （页面存档备份，存于）

1. ↑  . Wikipedia. 2017-08-11 （英语）.
2. ↑  . AIA Taiwan Study Provider. 2017-07-25  [2017-09-20]. （原始内容存档于2021-01-22） （中文（臺灣））.
3. ↑  . www.aiaworldwide.com.   [2017-09-20]. （原始内容存档于2020-11-23） （英语）.